# コナミクリエイティブフロント東京ベイ
コナミクリエイティブフロント東京ベイ（コナミクリエイティブフロントとうきょうベイ）は、コナミグループが東京都江東区有明三丁目の東京臨海副都心有明南G1区画に建設中の複合施設である。設計は日建設計、施工は大成建設が担当する。
2020年12月、コナミホールディングスら3社が有明南H区画の事業者に決定し、地上8階・地下1階、延床面積56,477.95m2の研究開発拠点を建設する。事務所、スタジオ、ショップなどが入居する見込み。2022年10月に着工し、2025年の竣工を予定している。